# Diana-klass
Diana-klass är en klass av danska örlogsfartyg byggda av Faaborg Værft i samarbete med Kockums i Karlskrona för danska Søværnet som ersättning för den ålderstigna Barsø-klassen.
Fartygen är försedda med en mindre 
ribbåt som kan sjösättas från en ramp i aktern och kan förses med en StanFlex-modul vilket gör att de  snabbt kan byggas om för olika uppgifter. De används främst för gränsbevakning, sjöräddning,   miljöövervakning och oljesanering.
Skrovet, som tillverkades på Kockums varv i Karlskrona, är en helgjuten sandwichkonstruktion av 
glasfiberarmerad plast. Det är isförstärkt och klarar 10 centimeter is. Efter montering av överbyggnad med kommandobrygga och installation av motorer bogserades fartygen till Fåborg för slutmontering. Beväpning och övrig militär utrustning monterades av Søværnet.
Det första fartyget i klassen levererades i oktober 2007 och togs i aktiv tjänst i december samma år. Fartygen är stationerade på 
Flådestation Korsør.